# Malaise
Malaise is een algehele staat van ongemak, vermoeidheid of ziekte. Het is een symptoom van verscheidene ziekten.
De term wordt ook vaak figuurlijk gebruikt, zoals in een economische malaise.

## Oorzaak
Er kunnen verschillende oorzaken voor een malaise zijn. Kleine dingen als een heftige emotie (die een vasovagale syncope veroorzaakt) of honger (een lichte vorm van hypoglykemie), maar ook ernstige aandoeningen (kanker, een beroerte of een inwendige bloeding) kunnen malaise veroorzaken.
In het algemeen kan men zeggen dat malaise aangeeft dat er "iets verkeerd zit", vergelijkbaar met een algemeen waarschuwingslampje. Enkel een medisch onderzoek kan de juiste oorzaak aanwijzen.

## Ziekten waarbij malaise voorkomt
- Afte
- Anorexia nervosa
- Beenmergdepressie
- Borderline-persoonlijkheidsstoornis
- Boulimie
- Colitis ulcerosa
- Covid-19
- Diabetes mellitus
- Ebola
- Epilepsie
- Griep
- HELLP-syndroom
- Hemochromatose
- Hondsdolheid
- Hoogteziekte
- Kanker
- Klinische depressie
- Leverontsteking of hepatitis
- Lupus erythematodes
- Myalgische encefalomyelitis/chronischevermoeidheidssyndroom
- Pneumonie
- Q-koorts
- Reumatoïde artritis
- Sarcoïdose
- Syfilis
- Toxoplasmose
- Verkoudheid
- Ziekte van Kahler
- Ziekte van Lyme